# Aşağı Malax
Aşağı Malax è un comune dell'Azerbaigian situato nel distretto di Qax. Conta una popolazione di 304 abitanti.